# Am Brunnen vor dem Tore

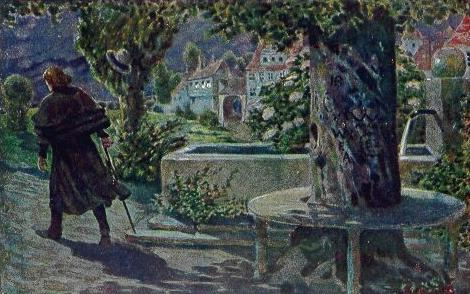
Am Brunnen vor dem Tore (1822). 1917 veröffentlichte Wohlfahrtspostkarte der Deutschen Kolonial-Kriegerspende nach einem Bild von Hans Baluschek (1870–1935) aus der Serie Volkslieder in Bildern

Am Brunnen vor dem Tore ist der erste Vers eines deutschen Liedes, das sowohl in Form eines Kunstlieds als auch in Form eines Volkslieds bekannt geworden ist. Der ursprüngliche Titel lautet Der Lindenbaum. Der Text stammt von Wilhelm Müller und gehört zu einem Gedichtzyklus, den Müller mit Die Winterreise überschrieb. Franz Schubert vertonte den gesamten Gedichtzyklus unter dem Titel Winterreise und in diesem Rahmen auch den Lindenbaum als Kunstlied. In der bekanntesten und populärsten Bearbeitung der Schubertschen Vertonung von Friedrich Silcher ist das Werk zum Volkslied geworden. Für diese Fassung hat sich der Anfangsvers des Gedichts als Titel eingebürgert.

## Müllers Gedicht
Wilhelm Müller veröffentlichte das Gedicht zuerst als Der Lindenbaum in Urania – Taschenbuch auf das Jahr 1823, einem der beliebten Taschenbücher des frühen 19. Jahrhunderts, die auf mehreren hundert Seiten Gedichte, Erzählungen und Berichte enthielten. Das Werk bildete dort das fünfte Gedicht eines Zyklus, überschrieben Wanderlieder von Wilhelm Müller. Die Winterreise. In 12 Liedern. Unverändert erschien der Text herausgegeben von Christian G. Ackermann in Dessau und mit Widmung an Carl Maria von Weber in einer auf 24 Gedichte erweiterten Fassung der Winterreise im zweiten Bändchen der Gedichte aus den hinterlassenen Papieren eines reisenden Waldhornisten im Jahr 1824.

### Text
Am Brunnen vor dem Thore

Da steht ein Lindenbaum:

Ich träumt’ in seinem Schatten

So manchen süßen Traum.

Ich schnitt in seine Rinde

So manches liebe Wort;

Es zog in Freud und Leide

Zu ihm mich immer fort.

Ich mußt’ auch heute wandern

Vorbei in tiefer Nacht,

Da hab’ ich noch im Dunkel

Die Augen zugemacht.

Und seine Zweige rauschten,

Als riefen sie mir zu:

Komm her zu mir, Geselle,

Hier findst Du Deine Ruh’!

Die kalten Winde bliesen

Mir grad’ in’s Angesicht;

Der Hut flog mir vom Kopfe,

Ich wendete mich nicht.

Nun bin ich manche Stunde

Entfernt von jenem Ort,

Und immer hör’ ich’s rauschen:

Du fändest Ruhe dort!

### Metrisches und Formales
Das Gedicht folgt ohne Abweichungen einem festen, zu Müllers Zeit bereits wohlbekannten formalen Muster: vierversige Strophen, die im Wechsel zweisilbig und einsilbig ausklingen (Alternation); in jeder Strophe reimen sich die Schlusssilben des zweiten und vierten Verses. Ein durchgängiges auftaktiges Metrum ist dem Text unterlegt: Jamben mit jeweils drei Hebungen.
Die Form wird in der Literatur als Volksliedstrophe bezeichnet. „Volkslieder“ folgen allerdings nicht einer bestimmten Form; so findet sich etwa in der bekannten Volksliedsammlung „Des Knaben Wunderhorn“ eine große Vielfalt von variabel gehandhabten Metren, Reimschemata und Strophenformen. Die Form der Volksliedstrophe war aber bei den Romantikern als liedhafte, sangbare, Schlichtheit suggerierende Gedichtform sehr beliebt und bereits etabliert. Ein Beispiel ist das zehn Jahre ältere Gedicht Eichendorffs „Das zerbrochene Ringlein“, an dessen Beginn „In einem kühlen Grunde/Da geht ein Mühlenrad“ der Lindenbaum anklingt. Müller handhabt das Formschema in diesem Gedicht jedoch sehr streng und verzichtet auf jegliche Variationen.
Fast alle Gedichte der Winterreise sind in ähnlicher Form metrisch und formal gebunden. Der „ruhige Fluss der Verse“, der dadurch entsteht, wird von den düsteren Themen und Stimmungen der Winterreise kaum berührt, wie Rolf Vollmann feststellt. Dieser Kontrast hat starke Wirkungen, Vollmann spricht gar von „Entsetzen“. Ähnlich argumentiert Erika von Borries: Der Kontrast zwischen ruhigem Gang der Sprache und der beunruhigenden Aussage verleihe dem Gedichtzyklus einen „schaurigen und befremdlichen“ Ausdruck.

### Kontext:Die Winterreise

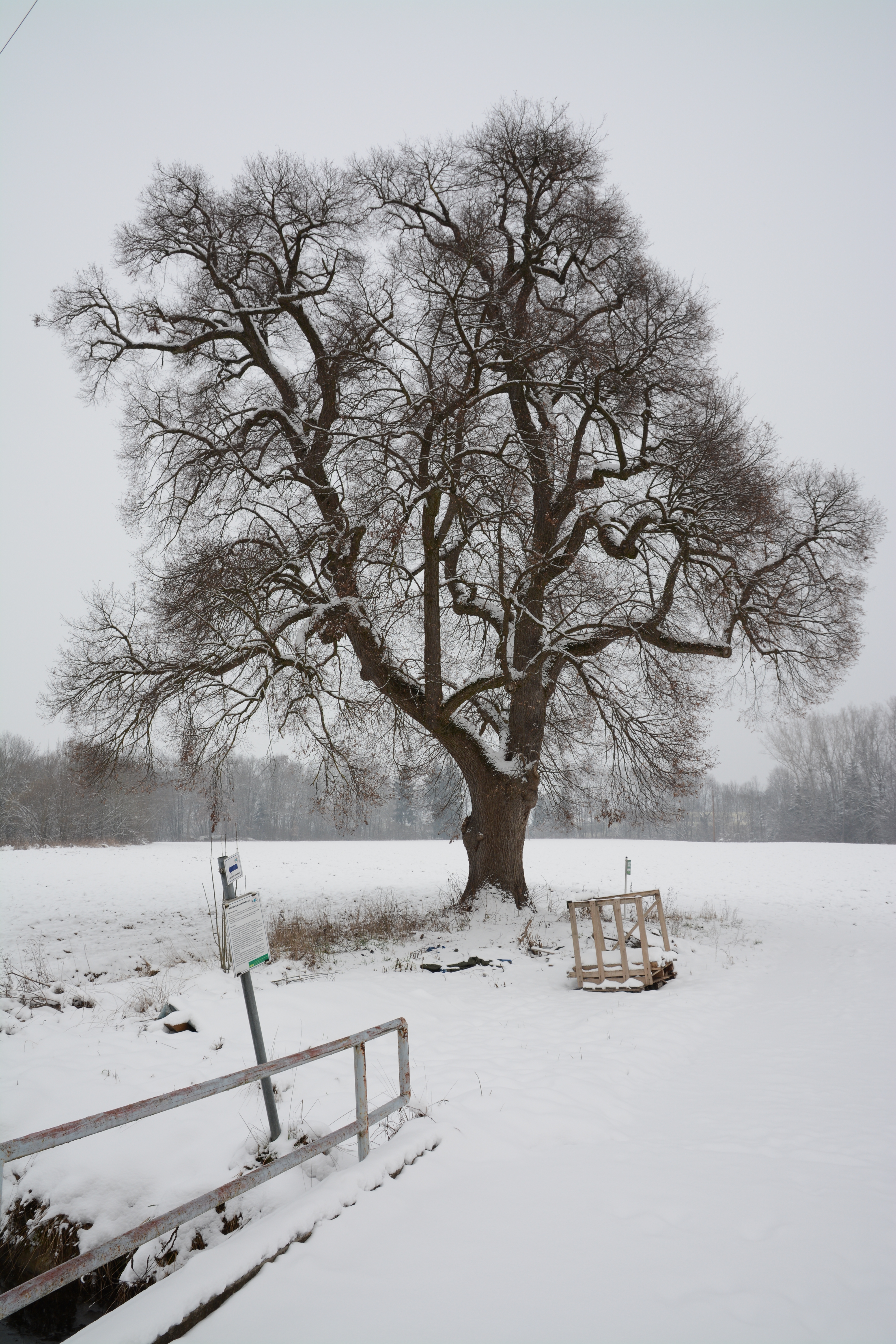
Kontext des Liedes – Eine Reise im Winter

Der Lindenbaum ist eine Station in einer recht locker gefügten Handlung, an der sich die Gedichte von Müllers Zyklus aufreihen. Noch vor deren Beginn liegt eine gescheiterte Liebesbeziehung des Protagonisten, eines jungen Mannes, der das Lyrische Ich verkörpert. Das erste Lied des Zyklus, Gute Nacht, beschreibt die Ausgangssituation: Das „Ich“ verlässt in einer Winternacht das Elternhaus der Geliebten und begibt sich auf eine einsame, ziellose Wanderung, deren Stationen die Gedichte des Zyklus wiedergeben. Zu diesen Stationen zählen vereiste Flüsse und verschneite Felsenhöhen, Dörfer und Friedhöfe – und eben auch der Lindenbaum.
Die Winterreise ist als „Monodrama“ beschrieben worden oder auch als eine Folge von „Rollengedichten“. In allen Stationen spricht nur das Lyrische Ich mit sich selbst, aber auch mit der Natur oder mit seinem Herzen. Einige Motive wiederholen sich immer wieder: Liebe und Todessehnsucht, der Gegensatz der erstarrten Winterlandschaft und der fließenden Emotionen (vor allem in Gestalt der Tränen), Trotz und Resignation, vor allem aber das wie getriebene, zwanghafte Wandern.
Auffallend im gesamten Zyklus sind die sprachlichen Gegensätze (heiße Tränen – Schnee, Erstarren – Schmelzen etc.), die auch dem auf feine Nuancierungen verzichtenden Volkslied eigen sind. Nach Erika von Borries gelingt es Müller, eingebettet in alte und naiv-vertraut wirkende Formen, die Erfahrungen einer Moderne zu vermitteln. Die Leitmotive des Lindenbaums, Traum und Ruhe, tauchen mehrmals im Zyklus mit jeweils unterschiedlichen Bedeutungen auf – diese Mehrdeutigkeit steht nach von Borries für die dichterische Darstellung einer unverlässlich gewordenen Welt.
Der Zyklus und der Begriff Winter (siehe Heines Wintermärchen) sei nach Achim Goeres als Metapher für eine Politik der Restauration nach dem Wiener Kongress zu verstehen. Wie bei Heine stehe der politische „Winter“ dem „Mai“ („Der Mai war mir gewogen“) als politisches Pendant gegenüber. Die politische Dimension der Winterreise beschreibt Harry Goldschmidt so:

„In ihrer unwiederholbaren Einheit von Vers und Ton bietet die Winterreise eines der erschütterndsten, wenn nicht das erschütterndste künstlerische Doppelzeugnis jener politischen Unfreiheit, die Heine als die wahre Ursache der romantischen Ironie und des Weltschmerzes beim Namen nannte. […] Was ihn in Wahrheit vertrieben hat und nicht einmal in der ‚unbarmherzigen Schenke‘, dem kühlen Wirtshaus des Todes Ruhe finden läßt, was ihn zuletzt zum Weggefährten des Bettlers und Leiermanns gesellt, das ist die Zentnerlast des überpersönlichen, allgemeinen Schicksals.“

Müllers Text der Winterreise erschien in der 1822 verbotenen Literaturzeitschrift Urania, wobei ausgerechnet ein Text Müllers Anlass für das Verbot gewesen war. Schubert war selbst politisch nicht aktiv, hatte aber enge Kontakte zu Kreisen der intellektuellen Opposition.
Es ist verschiedentlich versucht worden, die Gedichte der Winterreise zu Gruppen zusammenzustellen. Norbert Michels etwa geht von Vierergruppen aus (hier: Der Lindenbaum, Wasserflut, Auf dem Flusse und Rückblick), wobei das erste Gedicht einer Gruppe ihm zufolge immer eine Neuerung, psychische Grundlage bzw. neu aufkommende Hoffnung des Wanderers darstellen soll.

### Aufbau
Von der Zeitstruktur des Gedichts her ergeben sich deutlich drei Teile: Die ersten beiden Strophen sind teilweise zeitlos, teilweise beziehen sie sich auf eine weiter zurückliegende Vergangenheit. Erst mit der dritten Strophe nimmt das Ich Bezug auf die Handlung der Winterreise; es beginnt zu erzählen, nämlich von einem nur kurz zurückliegenden Ereignis: Es ist („heute“) an dem Lindenbaum vorbeigekommen. Die sechste Strophe enthält einen Rückblick des Ichs, der in der erzählten Gegenwart steht („nun“).

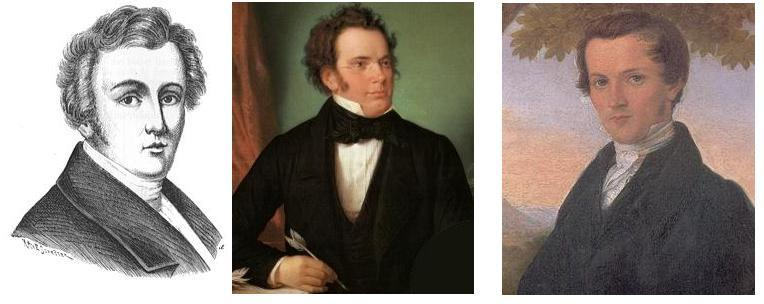
Wilhelm Müller, Franz Schubert und Friedrich Silcher (von links nach rechts)

Das erste Verspaar bringt mit Brunnen, Tor und Lindenbaum klassische Bestandteile eines ‚lieblichen Orts‘ oder Locus amoenus. Ihm folgt eine Reihe durchaus konventioneller Bilder (süßer Traum, liebes Wort, Freud und Leid), die ans Klischee grenzen und eine vergangene glückliche Zeit an diesem Ort evozieren. Es ist gerade dieser Teil des Liedes, der etwa in den Darstellungen auf Postkarten so gern im Bild wiedergegeben wird. Im Verhältnis zu den anderen Naturbildern der Winterreise, die von Fels, Eis und Schnee bestimmt sind, wirkt das Ensemble Brunnen/Tor/Lindenbaum wie eine idyllische Insel.
Mit der dritten Strophe wechselt nicht nur die zeitliche Einordnung, sondern auch die Stimmung abrupt. Die statische Idylle wird durch die rastlose, erzwungene Bewegung des lyrischen Ichs kontrastiert, die am Lindenbaum vorbeiführt. Obwohl ohnehin „tiefe Nacht“ herrscht, verweigert der Wanderer den Blickkontakt: „Er will oder kann nicht hingucken.“ Doch die Magnetwirkung, die dem Lindenbaum bereits oben zugesprochen wurde („es zog […] zu ihm mich immer fort“), verwirklicht sich über einen anderen Sinn, das Gehör: Das Rauschen der blattlosen Zweige, das der Wanderer als Lockruf und Versprechen hört. Christiane Wittkop weist auf die dunklen u-Vokale hin, die dieses Versprechen auf Erlösung vom Weiterwandern prägen (zu, Ruh) – und auf die hellen a- und i-Vokale, die die folgende Strophe deutlich davon absetzen (kalten, grad, Angesicht, Winde, bliesen). Diese fünfte Strophe läuft erstmals auf eine bewusste Handlung des lyrischen Ich zu: Es widersteht dem Lockruf des Baumes; dieser Entschluss erhält einen eigenen Vers, den vierten Vers dieser Strophe, während sonst die Sinneinheiten regelmäßig zwei Verszeilen umfassen. Das Ich entscheidet sich für das schutzlose Weiterwandern (ohne Hut) und präsentiert der Kälte und Wucht des Windes sein Gesicht.
Den Übergang zur sechsten Strophe zeichnet erneut ein abrupter Stimmungswechsel aus. Nun kommt die Erzählsituation ins Bild: das sich erinnernde und erzählende Ich, „manche Stunde“ entfernt von den Ereignissen der letzten drei Strophen. Die letzte Strophe greift erneut das Moment der Zeitlosigkeit („immer“) auf, das die ersten beiden Strophen prägte, und ebenso die Anrede der Lindenbaum-Zweige aus Strophe 4, die nun jedoch im Irrealis steht („fändest“). Sie kann als eine Art bleibendes Resümee aus der Distanz betrachtet werden („jenem Ort … dort“).

### Formale und inhaltliche Textinterpretationen
Sowohl Müllers Text als auch die beiden musikalischen Ausdeutungen des Textes haben Interpretationen und Deutungsmuster im rein auf Müller, Schubert und Silcher bezogenen literaturwissenschaftlichen und musikwissenschaftlichen Bereich, aber auch im weiteren Bezug von Musiksoziologie, Geschichtswissenschaft, Germanistik und Psychologie hervorgerufen.
Müllers Zyklus lässt sich unter dem Aspekt der Verwendung sprachlicher Formen, aber auch im Hinblick auf den intendierten Bedeutungsrahmen (individuelles oder allgemein Menschliches oder auch historisch-politische Bedeutung) unterschiedlich interpretieren. Diese verschiedenen Möglichkeiten beeinflussen auch die Deutung des Liedes vom Lindenbaum samt seiner Metaphern und formalen Merkmale.

### Symbolik
In Müllers Gedicht besonders auffallende Begriffe, denen auch schon vorher im Alltagsleben und in der Literatur symbolische Bedeutung zugemessen wurde:
- der Brunnen
- der Lindenbaum
- das Wandern
- der Hut

Diese Symbole behalten in Müllers Dichtung wie auch in Schuberts Vertonung meist ihre seit alters her ambivalente Bedeutung.
Der Brunnen
Der Brunnen ist ein seit alters her in Literatur und Märchen häufig verwandtes, mehrdeutiges Symbol. Er kann die Ambivalenz von Leben und tödlicher Gefährdung darstellen. Das deutsche Wort benennt damit bis in die Neuzeit hinein sowohl die frei fließende Quelle und ihr Wasser, die eingefasste Quelle und den gegrabenen Brunnen. Er hat einerseits lebenspendende Aspekte als Quelle, Wasser des ewigen Lebens, Symbol für Wachstum und Erneuerung (Jungbrunnen), und ist darüber hinaus ein sozialer Treffpunkt. Er ist auch Symbol für die Liebe, die Brautwerbung und die Ehe. Andererseits verkörpert er aber auch auf Grund seiner oft nicht erkennbaren Tiefe den Zugang zu verborgenen, schöpferischen und oft destruktiven Schichten der Seele.
Der Lindenbaum

Am Brunnen vor dem Tore – Österreichische Bildpostkarte von 1913.

Der Lindenbaum hat in der Symbolik und Metaphorik des Baums spezielle Bedeutung. Zu Müllers Zeiten war die Linde als Baum der Liebe bzw. Treffpunkt der Liebenden und Symbol einer milden und wohltuenden Natur ein in der deutschen Literatur und Musik etabliertes Motiv, das sich seit Walther von der Vogelweides Under der linden oder dem Volkslied des 16. Jahrhunderts Es steht ein Lind in jenem Tal tradiert hatte. Sie stand außerdem für Muttertum, Fruchtbarkeit, Geborgenheit, Harmonie und Schutz, Tanz und Feste. Siehe dazu die Deutung der Linde von Carl Gustav Jung als Baum der Liebenden und der Mütterlichkeit. Sie war aber auch Ort des Gerichts (Gerichtslinde), altgermanischer Treff der Rechtsprechung (Thing), Sinnbild der Gemeinschaft, Verurteilungs- und Hinrichtungsplatz sowie der von Selbstmördern bevorzugte Ort. Sie wurde so zu einem Sinnbild der Gemeinschaft, das in Müllers Text in Kontrast zur Einsamkeit des Wanderers steht.
Die Linde galt zugleich, zusammen mit der Eiche, als Baum der Deutschen und speziell der deutschen Romantik. Das gesamte Ensemble der ersten zwei Verse von Müllers Gedicht tritt in den Jahren um 1800 immer wieder als Ort des Idylls auf: etwa in Goethes Hermann und Dorothea, wo sich die Liebenden „vor dem Dorfe“ treffen, „von dem würdigen Dunkel erhabener Linden umschattet“; oder in den Leiden des jungen Werthers, wo „gleich vor dem Orte ein Brunnen“ ist, als Ort des geselligen Lebens und des Phantasierens vom Paradies, und gleich nebenan ein Wirtshaus unter zwei Linden. Die ersten zwei Gedichtstrophen erscheinen im Lindenbaum wie ein Bild im Rahmen – ein zeitloses, wohlbekanntes Tableau der Idylle.
Diese „Brunnenlinde“ verspricht dem Wanderer in der Folge die Erlösung von seiner Wanderschaft, die Ruhe. Im Kontext der düsteren Thematik der Winterreise mit ihren zahlreichen Todessymbolen gewinnt diese Ruhe die Konnotation der ewigen Ruhe, der Verlockung zum Ende der Lebenswanderung durch Suizid. Diese naheliegende Interpretation ist in der Rezeption des Werkes vielfach wirkmächtig geworden. Ein prominentes Beispiel dafür ist der Zauberberg von Thomas Mann. Dort beantwortet der Erzähler die Frage, was die Welt sei, die hinter dem Lied vom Lindenbaum stehe:

„Es war der Tod. […] Und dennoch stand hinter diesem holden Produkte der Tod. … Es mochte seinem eigenen ursprünglichen Wesen nach nicht Sympathie mit dem Tode, sondern etwas sehr Volkstümlich-Lebensvolles sein, aber die geistige Sympathie damit war Sympathie mit dem Tode, – lautere Frömmigkeit, das Sinnige selbst an ihrem Anfang, das sollte auch nicht aufs leiseste bestritten werden; aber in ihrer Folge lagen Ergebnisse der Finsternis.“

Der Held des Zauberberg, Hans Castorp, und dessen Schicksal verliert sich schließlich in den Schlachten des Ersten Weltkriegs, auf den Lippen genau diejenige Passage des Liedes, in der die Linde zum ersten Mal ihre Lockung ausspricht: „als rauschten sie dir zu“. Auch die wissenschaftliche Rezeption hat diesen Zusammenhang des Lindensymbols in Müllers Gedicht mit dem Tod immer wieder betont.
Das lyrische Ich verspürt die Magnetwirkung der Todessehnsucht, sie bleibt ihm bis in die letzte Strophe erhalten; doch es widersteht ihr. Es „wendet sich nicht“ und bleibt bei seiner getriebenen Wanderschaft, in der Region von Schnee, Eis und kalten Winden. Heinrich Heine hat genau diese Figur, die Abwendung vom romantischen Sehnsuchtsbild der Linde und die Zuwendung zum zeitgenössischen Winter, in freilich deutlich ironischer Rede später noch einmal formuliert:
Mondscheintrunkne Lindenblüten,

Sie ergießen ihre Düfte

Und von Nachtigallenliedern

Sind erfüllet Laub und Lüfte.

[…]

Ach, ich will es dir, Geliebte,

Gern bekennen, ach, ich möchte,

Daß ein kalter Nordwind plötzlich

Weißes Schneegestöber brächte;

Und daß wir, mit Pelz bedecket

Und im buntgeschmückten Schlitten,

Schellenklingelnd, peitschenknallend,

Über Fluß und Fluren glitten.
Linde und Brunnen

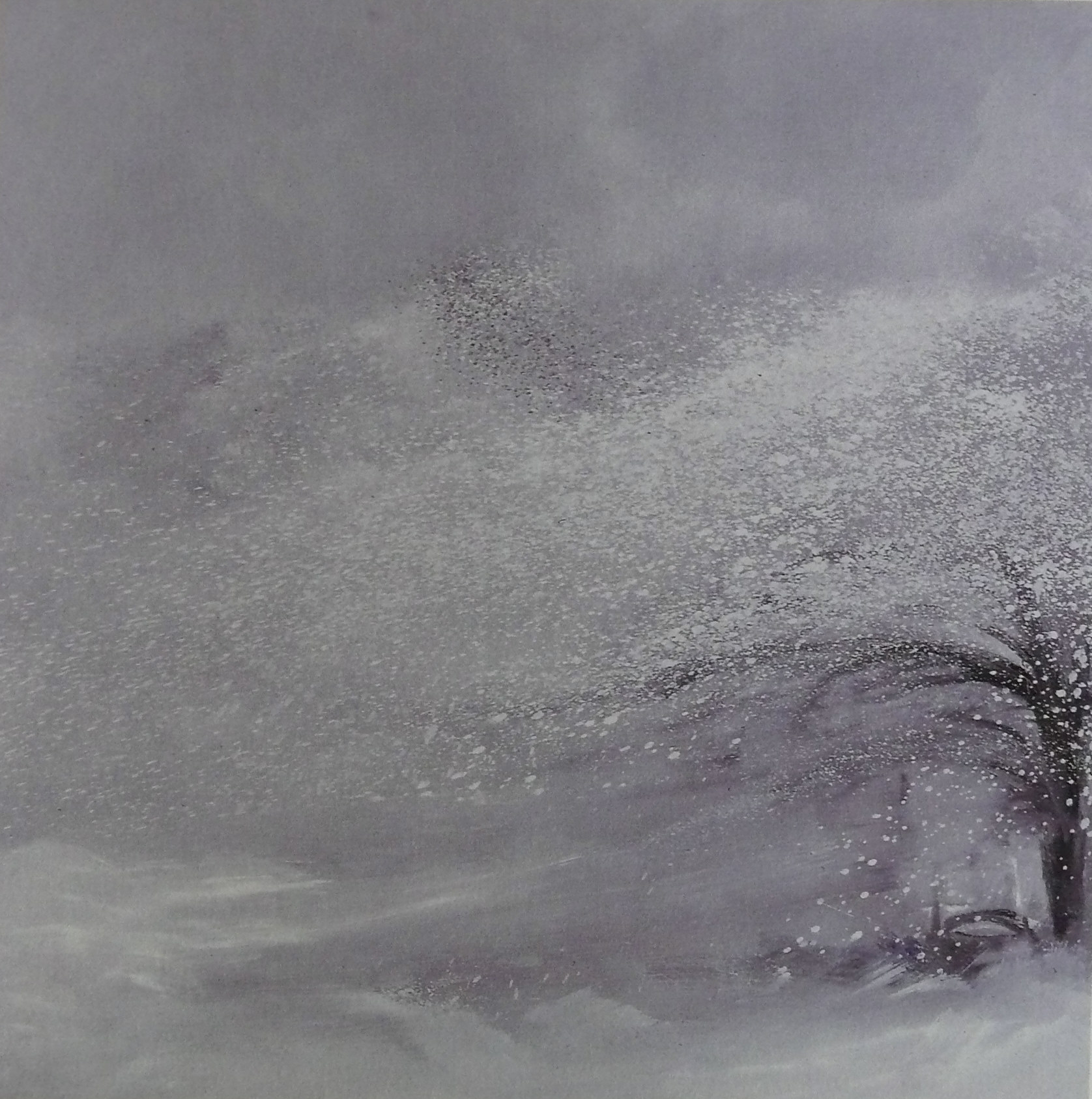
Der Lindenbaum (Winterreise 5). Ölgemälde von Ingo Kühl, 100 × 100 cm, 1996

Die typische Gruppierung von Linde und Brunnen als Herzstück einer Siedlung, als sozialer Treffpunkt beim Wasserholen, Platz abendlicher Gespräche, aber auch Tagungsort ist ein schon lange vor dem 19. Jahrhundert vorhandenes reales Motiv.
Die Verbindung von Brunnen und Lindenbaum ist auch ein bekanntes Motiv im Märchen. So heißt es in Der Froschkönig oder der eiserne Heinrich:

„Nahe bei dem Schlosse des Königs lag ein großer dunkler Wald, und in dem Walde unter einer alten Linde war ein Brunnen: wenn nun der Tag recht heiß war, so ging das Königskind hinaus in den Wald und setzte sich an den Rand des kühlen Brunnens.“

Das Wandern

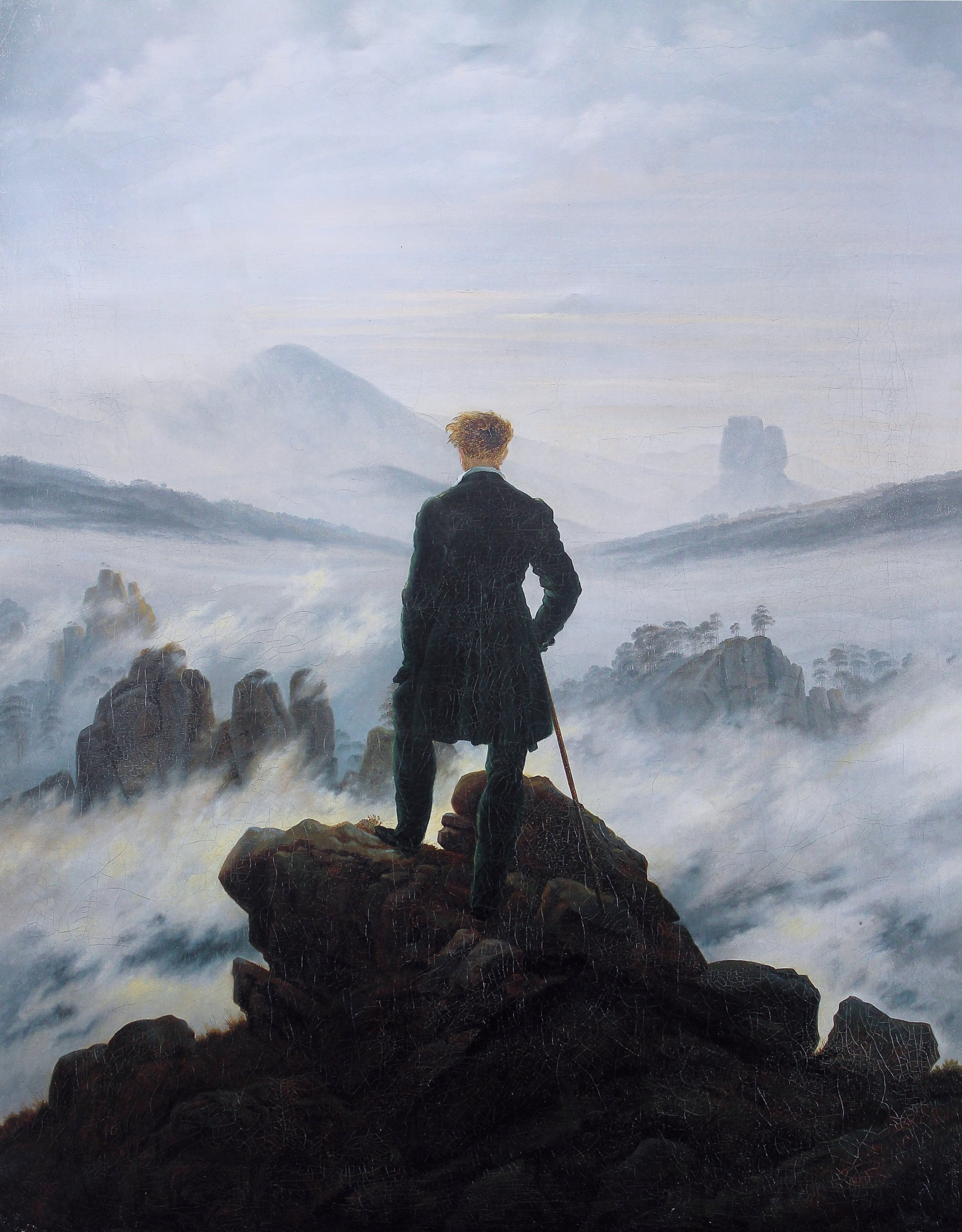
Bildliche Darstellung des Wanderns in der Romantik – Caspar David Friedrich: Der Wanderer über dem Nebelmeer (1818)

 Das Wandern ist Bestandteil menschlicher Bewusstwerdung. Die Romantik prägte im 19. Jahrhundert den Topos von Wandern und Wanderschaft. Dabei war der Blick auf landschaftliche und soziale Realitäten gekennzeichnet durch die Schau des eigenen, inneren Ichs. Das Symbol des Wanderns ist auch in Schuberts Werk, z. B. in der Wanderer-Fantasie und anderen Liedern, häufig anzutreffen. Die Symbolik des Wanderns veranschaulichte den besonderen Charakter der menschlichen Lebensreise, in der auch die Gefährdung, das Scheitern und Sterben inbegriffen ist. In der Winterreise wird das „Wandernmüssen“ zur Zwangsvorstellung, die fort von menschlichen Beziehungen, in Wahnvorstellungen und Tod mündet. Mit Erfahrungszugewinn und Reifung wie beim wandernden Handwerksgesellen hat der Schubertsche Wanderer wenig gemein.
Der Hut
Der Hut (oder dessen Verlust) kann als ein psychologisches Statussymbol oder Symbol der Macht des Trägers und dessen Schutzzeichen gedeutet werden, oder er kann ein Indiz des Verlusts gesellschaftlicher Macht darstellen. Eine andere dichterische Anwendung dieser Symbolik findet sich in Jakob van Hoddis’ Gedicht mit dem bezeichnenden Titel Weltende (1911), das mit der sehr ähnlichen Verszeile „Dem Bürger fliegt vom spitzen Kopf der Hut“ beginnt. Der Verlust des Hutes beim Verlassen der Stadt in Die Winterreise kann als „gleichnishaft für einen Bürger, der das Bürgertum“ verlässt gesehen werden. Nach C. G. Jung kann der Verlust des Hutes auch den „Verlust des eigenen Schattens“ symbolisieren. Das Tragen eines Hutes (siehe Heckerhut) war auch nach den Napoleonischen Kriegen ein Bekenntnis zu bürgerlich-demokratischen, damals revolutionären Einstellungen.

## Schuberts Lied

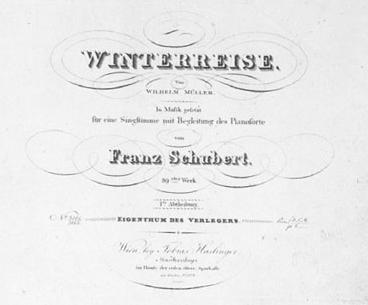
Titelblatt der Erstausgabe des ersten Teils vom Januar 1828

Schuberts Liedkunst wurde durch die schwäbisch-süddeutsche Schule und die Erste Berliner Liederschule beeinflusst, ebenso durch gewisse Vorbilder wie zum Beispiel Beethoven (Adelaide, An die ferne Geliebte) oder auch Haydns Englische Kanzonetten und Mozarts Lied vom Veilchen. Trotzdem war seine Emanzipation des Begleitinstrumentes – mit eigenen Motiven, Begleitformen und übergreifenden Bezügen – im Lied damals eine vollkommene Neuheit.
Der Lindenbaum, als Lied für hohe Männerstimme mit Klavierbegleitung vertont, bildet die Nr. 5 des Liederzyklus Winterreise von Franz Schubert (Deutsch-Verzeichnis Nr. 911-5).
Zum ersten Mal wurde das Lied im Freundeskreis von Schubert aufgeführt. Joseph von Spaun hat berichtet, dass Schubert eines Tages zu ihm kam und zu ihm sagte: „Komme heute zu Schober, ich werde euch einen Zyklus schauerlicher Lieder vorsingen.“
Mit dem hier erwähnten Zyklus ist nur die erste Abteilung der Winterreise gemeint, die Schubert Anfang 1827 komponierte und schon im Februar 1827 vor seinen Freunden aufführte.

### Position im Gesamtzyklus
Schubert vertonte Anfang 1827 die ersten zwölf Lieder Müllers, wie sie 1823 im fünften Band des Urania-Taschenbuchs erschienen waren. Erst nachdem er im Herbst auf den vollständigen Zyklus Müllers aus 24 Liedern stieß, der 1824 als zweiter Band der Gedichte aus den hinterlassenen Papieren eines reisenden Waldhornisten erschienen war, vertonte er auch die restlichen zwölf. Die zweiten zwölf Lieder sind in Müllers Fassung letzter Hand aber nicht einfach an die vorab erschienenen angehängt, sondern in diese eingeschoben. Schubert dagegen behielt die ursprüngliche Abfolge der ersten zwölf Lieder Müllers – ob aus Gründen des Entstehungsprozesses oder wegen eigener musikalisch-textlicher Intentionen – bei. Durch diese Änderung der Stellung des Lindenbaums im Zyklus ergab sich eine Bedeutungsverschiebung. Während der Lindenbaum in Müllers 1824 erschienener Gesamtversion vom primär noch positiv hoffenden Die Post gefolgt wird, folgt bei Schubert der eher fragend-resignierende Titel Wasserflut.

## Silchers Satz
Für den Erfolg des Liedes war jedoch vor allem eine Bearbeitung durch Friedrich Silcher verantwortlich. Auf der Basis von Schuberts Vertonung der ersten Strophe setzte er Am Brunnen vor dem Tore 1846 für vier Männerstimmen a cappella aus. Vor allem diese Fassung ist es, die das Lied zum „Volkslied“ gemacht hat und für seine enorme Bekanntheit verantwortlich ist, da sie vielfach in Schul- und Chorliederbüchern gedruckt wurde. Arnold Feil kommentiert die gängigen Hörerfahrungen mit dem Lindenbaum

„Wir hören Schuberts Melodie kaum als ‚Weise‘ des Textes, die im Grunde keiner Harmonie oder Begleitung bedarf, wir hören sie vielmehr als Oberstimme eines vierstimmigen Männerchorsatzes, der uns als Ganzes Volkslied zu sein scheint“

Silchers Bearbeitung findet sich zuerst in Heft VIII seiner Volkslieder, gesammelt und für vier Männerstimmen gesetzt, seinem Hauptwerk, das in zwölf Heften über den Zeitraum von 1826 bis 1860 verteilt erschienen ist. Wie alle Silcherschen Volksliedsätze steht es nunmehr als Einzelwerk da, der Kontext der Winterreise fehlt also; auch der Titel Der Lindenbaum erscheint nicht mehr.
Dass Silcher sich seiner Vereinfachungen im Sinne der volksmusikalischen Verwendung bewusst war, legt folgendes Zitat von ihm nahe: „Nach Franz Schubert zu einer Volksmelodie umgearbeitet von F.S.“

## Musikalischer Vergleich
Primär musikalisch orientierte Analysen konzentrieren sich meist auf folgende Fragen:
- Wie haben Schubert und Silcher den textlichen Vorwurf Müllers mittels musikalischer Techniken dargestellt/umgesetzt, eventuell weitergeführt, vertieft, verflacht oder erweitert?
- In welchen Merkmalen unterscheiden bzw. widersprechen sich die Versionen von Schubert und Silcher in Intention und Aussage?

### Vergleich der Versionen von Silcher und Schubert
Die Versionen von Schubert und Silcher weisen etliche Unterschiede in formaler, melodischer, harmonischer und rhythmischer Hinsicht auf. Auch die Form der Begleitung ist (allerdings auch der notwendigen unterschiedlichen Stimmführung für Klavier und Solo-Gesang im Gegensatz zu einem Arrangement für Chor geschuldet) anders. Dies alles bewirkt eine gänzlich andere und teilweise diametral entgegengesetzte musikalische Ausdeutung der identischen Textvorlage.

### Herauslösung aus dem Gesamtzyklus
Schon wenn man ein Einzellied aus einem Zusammenhang herauslöst, den der Komponist ja für den Hörer genau so vorgesehen hatte, führt das gewöhnlich zu einem Verlust bzw. einer Verschiebung der musikalischen Wahrnehmung und inhaltlichen Interpretation. Motivische Zusammenhänge mit und Anspielungen auf vorhergehende und nachfolgende Titel gehen meist ebenso verloren wie die tonartlichen Bezüge und typische rhythmische Figurationen. Clemens Kühn schreibt dazu:

„In solchem Zyklus steht das einzelne Lied in einer bestimmten Umgebung, aus der es kaum ohne Verlust herausgelöst werden kann. […] Dass die zweite und dritte Strophe einen anderen Ton anschlagen […] das nimmt die immer gleiche Melodie nicht wahr.“

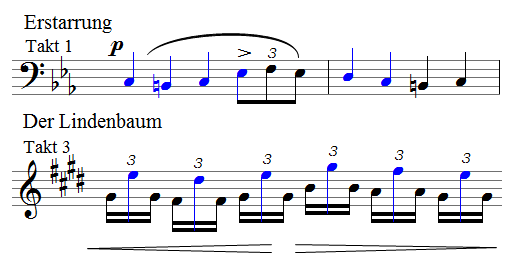
Blaugekennzeichnete Motivbezüge in Erstarrung und Der Lindenbaum

 So geht die tonartliche Einbettung des Lindenbaums in die Klammer von in Moll gehaltenen Stücken (das E-Dur des „Lindenbaum“ im Rahmen von c-Moll in Erstarrung und e-Moll in „Wasserflut“) in einer isolierten Darstellung des Liedes (wie in der Version von Silcher) verloren.
Die besondere Stellung des Lindenbaums, der eine Wende im Zyklus von Gefrorenem (Gefrorene Tränen, Erstarrung) zu aufgetautem Schnee (Wasserflut, Auf dem Flusse) markiert, fällt in Silchers Version ebenso weg wie die besonders kontrastierende und stark stilisiert wirkende Form des Volkslieds innerhalb eines Kunstliedzyklus und das erstmalige Auftreten eines Liedes in Dur, das nach Peter Gülke den „Bann des Moll“ erstmals durchbrechend im Verhältnis zum vorangehenden c-Moll als „Super-Dur“ fast einen Schock auslöse.
Den zyklusimmanenten Gegensatz zwischen der melancholischen Grundstimmung der Winterreise und
den wenigen eher helleren bzw. positiv wirkenden Titeln wie Der Lindenbaum, Frühlingstraum
und Die Post formuliert der Komponist und Musikwissenschaftler Hans Gál folgendermaßen:

„Das ist ein Abgrund des Selbstquälerischen, der beinahe eine Art Schamgefühl erweckt. In den Versen ist hier und dort ein Unterton von tragischer Ironie nicht zu verkennen. In der Musik wird daraus nackte Verzweiflung. […] Wie weise die wenigen helleren Episoden verteilt sind wie ‚Der Lindenbaum‘, ‚Frühlingstraum‘, ‚Die Post‘, und wie gemütergreifend gerade solche Momente sind, in denen der Lebenswille des Melancholikers noch Tröstungen zu finden glaubt.“

Auch sind motivische Vorausnahmen und Nachklänge des Lindenbaums sowie typische rhythmische Figurationen des Titels im Kontext des Gesamtzyklus in einem isolierten Einzeltitel wie von Silcher nicht nachvollziehbar.
Eine elementare, wohl den Anforderungen an ein singbares Volkslied geschuldete Kürzung, ist die Weglassung des kurzen dramatischen, musikalisch ganz anders gearteten Mittelteils der Schubertversion (Takt 53 bis 65 – Die kalten Winde bliesen …) bei Silcher.

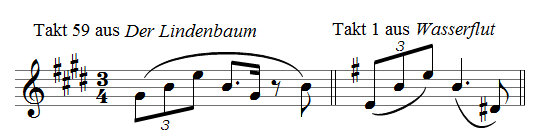
Motivbezüge in Der Lindenbaum und Wasserflut

 Der musikalische Verlust übergreifender Bezüge durch eine motivische Herauslösung eines Einzeltitels wird speziell am Lindenbaum an folgendem Beispiel deutlich. Der Sekundschritt in der linken Hand von Erstarrung (Takt 1, 44, 65, 69 und 103) mit anschließendem aufwärts gerichtetem Terzsprung und abwärtslaufender Sekunde findet im Lindenbaum in der Oberstimme der Klavierbegleitung in Takt 1, 3, 25, 27 und dem Mittelteil (44, 47, 49 und 50) eine Entsprechung/Vorwegnahme. Ein in der chronologischen Abfolge der Lieder umgekehrtes Beispiel gibt der triolisch aufwärts gerichtete Dreiklang aus Takt 59 bis 66 des Lindenbaumes, der in Takt 1 und von Wasserflut als triolisch aufwärtsgerichteter Triolengang wieder aufgegriffen wird.

### Melodische Unterschiede

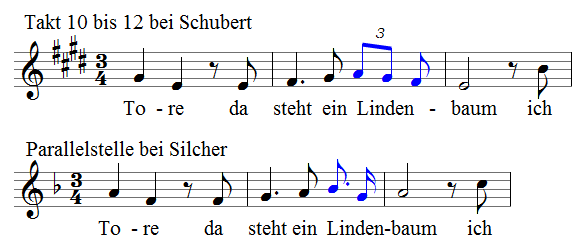
Blaugekennzeichnete Melodieunterschiede bei Schubert und Silcher

Die Melodieführungen von Schuberts und Silchers Versionen sind zu neunzig Prozent identisch. Doch sind gerade die restlichen, voneinander abweichenden zehn Prozent auch in Hinsicht auf die harmonischen und formalen Gesamtfolgen für das Verständnis der beiden Versionen entscheidend und oft an zentralen harmonischen Eckpunkten verortet.
Der erste Unterschied ist in Takt 11 (Schubert) festzustellen. Schubert und Silcher beginnen den Takt gleichermaßen mit einer punktierten Viertelnote und einer darauf folgenden Achtelnote. Während Schubert diese Tonfolge mit einer Achteltriole abwärts in Sekunden (A – Gis – Fis) weiterführt, bringt die Silcherversion stattdessen ein punktiertes Achtel mit anschließendem Sechzehntel im Terzschritt (B – G). Der abschließende Sekundschritt auf „Baum“ ist bei Schubert abwärts, bei Silcher dagegen aufwärts gewandt. In Takt 15 folgt Silcher allerdings wieder dem triolischen Modell von Schubert.

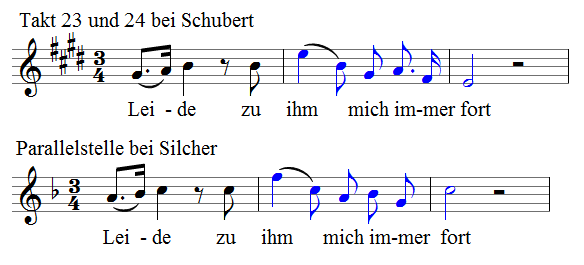
Blaugekennzeichnete melodische und rhythmische Unterschiede bei Schubert und Silcher

 Ein weiterer Unterschied ist in Takt 23 nach Schubert („… zu ihm mich immer …“) festzustellen. Schubert verwendet hier eine relativ schwierige rhythmische Abfolge von Viertel – Achtel – Achtel – Punktiertes Achtel – Sechzehntel. Silcher weicht auf die einfachere Version (wohl auch in Hinsicht auf die bessere Singbarkeit durch einen Laienchor) auf Viertel und vier Achtel aus, die Schubert in Takt 70–76 verwendet. Dadurch verändert sich auch, Schubert folgend, die Melodie und der Teil „zu ihm mich“ wird entsprechend der Takte 74–76 (Schubert) wiederholt.

### Harmonische Unterschiede

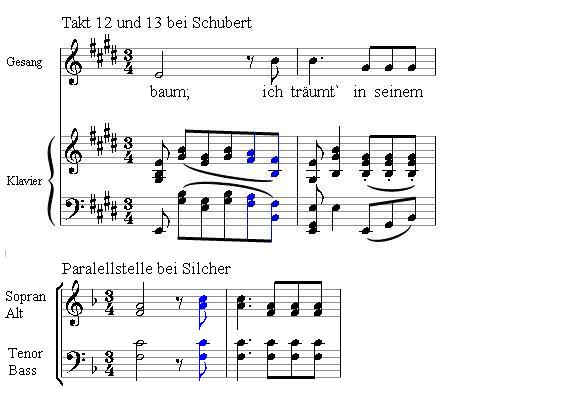
Harmonische Unterschiede bei Schubert und Silcher

Auch die harmonischen Unterschiede zwischen beiden Versionen sind rein statistisch gesehen relativ unbedeutend. Dennoch sind sie (vergleichbar sind sowieso nur die ersten beiden Strophen) an entscheidenden Wendepunkten der Gattung Liedform (Takt 4, 8, Vordersatz, Nachsatz etc.) positioniert und geben damit dem „musikalischen Meinen“ einen oft anderen Verlauf.
Ein Beispiel dafür ist das Ende des ersten Viertakters auf „-baum“ in Takt 12. Bei Schubert endet er auf der Tonika E-Dur, wechselt dann auf die Dominante H-Dur, auf der dann auch der Auftakt der nächsten Zeile auf „ich“ beginnt, bevor die Melodie danach in beiden Versionen identisch weiterläuft. Silcher dagegen beendet auf „-baum“ in der Tonika (hier F-Dur), wechselt im Übergang zum zweiten Teil gar nicht und beginnt den zweiten Teil im Auftakt genauso auf der Tonika.
Indem Silcher den harmonischen Gesetzen der Schlussklauseln von Vorder- und Nachsatz und dem „klassischen Kanon“ gehorcht, stellt er einen Gegensatz zu Schuberts hier eher unkonventioneller Form her, die nach Peter Rummenhöller einen vielfältigeren „Ausdruck von Ruhe, Spannungslosigkeit, Willenslosigkeit und Verzauberung“ verwirklicht.

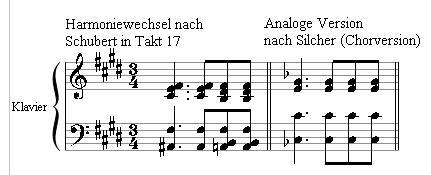
Harmonische Unterschiede bei Schubert (Takt 17) und Silcher

Die harmonischen Vereinfachungen von Silcher sind an vielen Stellen zu beobachten. So wechselt in Takt 17 auf einem konstanten Melodieton bei Schubert wenigstens die Begleitung harmonisch, während Silcher die Harmonien einfach beibehält.

### Formale, rhythmische und besetzungstechnische Unterschiede
Der entscheidende Unterschied ist, dass Silchers Version alle Strophen immer mit den gleichen musikalischen Mitteln verwirklicht – sie ist an die Instrumentierung von Schuberts erster Strophe angelehnt.
Die sechs Strophen des Textes werden von Schubert musikalisch in vier Teile neu gegliedert. Teil I und Teil II umfassen die Strophen 1 und 2 sowie 3 und 4. Teil III stellt in Form eines kontrastierenden Zwischenspiels Strophe 5 dar und Teil IV Strophe 6. Er gestaltet die verschiedenen Strophen in fast allen Aspekten (rhythmisch, harmonisch, besetzungstechnisch, dynamisch) unterschiedlich. Schuberts Version entspricht somit dem Typus des variierten Strophenliedes, während Silchers Fassung ein einfaches Strophenlied darstellt. Harry Goldschmidt sieht im Lied sogar das variierte Strophenlied mit den Prinzipien der Sonatenform verschmolzen.
Außerdem fehlen bei Silcher die in schnellen Sechzehnteltriolen gehaltenen Vorspiele (Takt 1 bis 8 nach Schubert ab Takt 1), Zwischenspiele (z. B. Takt 25 bis 28) und das Nachspiel (die letzten sechs Takte Schuberts).
Ein weiterer wichtiger Unterschied ist der Einschub bei Schubert (Takt 45 bis 58) mit seiner textlich und musikalisch ganz anders gelagerten Aussage „die kalten Winde bliesen mir grad in’s Angesicht …“ Dieser Teil hat rein melodisch wenig mit dem eigentlichen Lied zu tun. Er ist musikalisch eigentlich nur als Fortsetzung der Sechzehnteltriolenbewegung in der Einleitung und im ersten Zwischenspiel (Takt 25 bis 28) deutbar. Zu beobachten ist aber, dass er von Schubert vor der zweiten Strophe mit der Begleitung in triolischen Figuren vorweggenommen wurde und auch danach wieder aufgegriffen wird.
Teil I:
Die erste Strophe ist von der Begleitung her bei Schubert und Silcher überwiegend ähnlich gehalten. Bei beiden beschränkt sich die Begleitung primär auf die rhythmisch parallele – den Anforderungen der Besetzung angepasste – Begleitung in meist blockmäßigen Dreiklängen (oder in seltenen Fällen Septakkorden).
Dennoch existieren im Detail Unterschiede. Ob diese durch die unterschiedlichen besetzungstechnischen Anforderungen, wie beispielsweise durch die größere Beweglichkeit eines Klaviers gegenüber einem von Silcher wohl vorgesehenen Laienchor, oder aber durch andere Intentionen Silchers bedingt sind, ist schwer zu entscheiden.
Während schon im zweiten Takt auf den drei Achteln von „nen – vor – dem“ bei Schubert der aufsteigende Bass Tonika, Terz und Dominante bringt, repetiert der Bass bei Silcher dreimal den Tonikagrundton. F. Schubert verwendet in Takt 3 in der Begleitung mit halber und Viertelnote längere Notenwerte als in der Melodie und stellt damit auch einen eventuell vorbereitenden Gegensatz zu den darauf folgenden Achteln der Begleitung in Takt 4 her. Bei Silcher sind Alt, Tenor und Bass hier mit dem Sopran rhythmisch exakt verkoppelt. Während sich die Silcherversion in Takt 5 auf einer halben und einer nachfolgenden Viertelpause auch harmonisch unflexibel ausruht, bringt Schubert hier einen in Terzen geführten Einschub des Klaviers. In Takt 10 ist das schon bekannte Vorgehen zu sehen – Schuberts Version wird von Silcher rhythmisch und besetzungstechnisch verändert und zumindest aus rhythmischer Sicht umgedreht. Während Schuberts Begleitung hier rhythmisch mit der Melodie fast identisch verläuft, bringt Silcher in den tiefen Stimmen (Tenor und Bass) die kompliziertere – und für einen Chor nicht leichte – Version aus punktierter Achtel, Sechzehntel, punktierter Viertel und Achtel gegenüber punktierter Viertel und drei Achteln in Sopran und Alt. Allerdings vollzieht Schuberts rhythmisch einfachere Version in Takt 10 einen harmonischen Wechsel, während Silcher im selben Takt die Harmonie beibehält.
Teil II:

Verschiedene Begleitformen der rechten Hand (die linke ist rhythmisch fast identisch) aus der zweiten Strophe von Schubert

 In diesem Teil sind die Unterschiede zwischen den beiden Versionen auch ohne theoretische Analysen unmittelbar hörbar. Schubert bringt primär Triolen, während Silcher Strophe 1 wiederholt.
Schubert hält hier die Begleitung relativ abwechslungsreich. Rein triolische Begleitung wechselt mehrmals mit Triolen und Achteln, Triolen sowie Achteln und Vierteln oder Triolen und punktierten Achteln und Sechzehnteln. Permanent vorhanden ist aber immer die Triole.
Ein entscheidender Unterschied ist, dass der erste Teil der zweiten Strophe (Takt 28 bis 36) in e-Moll anstatt wie die erste in E-Dur gehalten ist. Erst danach erfolgt in Takt 27 die Rückung in das gewohnte E-Dur. Die Gegenwart wird hier in Moll dargestellt und die Vergangenheit in Dur. Sogar das Versprechen der „Ruhe durch den Baum“ (was auch als Suizidaufforderung deutbar ist) ist in Dur formuliert.
Als eine Möglichkeit außermusikalischer Interpretation meint Clemens Kühn, dass die Triolen hier im Gegensatz zur ersten Strophe als „stabiler Existenz“ dem „bewegten Symbol des Wanderns“ gegenüberständen und die tonale Stabilität der Strophen mit jeder Strophe geringer werde.
Teil III:

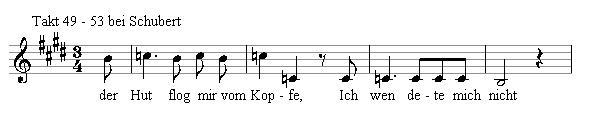
Andere Melodieführung (ohne Akkorde) im Zwischenspiel

 Das schubertsche Zwischenspiel ist weniger gesanglich als eher dramatisch-rezitativ gehalten. Obwohl gewisse intervallische Reminiszenzen an die Ursprungsmelodie durchaus erhalten bleiben, ist die Gesangsmelodie oft auf deklamatorische Tonrepetitionen und unsangliche Sprünge wie auf den Oktavsprung auf dem Wort „Kopfe“ reduziert. Die hektische, ausschließlich auf die Triolenbewegung des Anfangs- und Mittelspiels sowie die von Schubert in tiefe Bassregionen – auf C unter später sogar H – verlegte repetitive linke Hand verstärkt diesen Eindruck zusätzlich. Der Teil kann auch als Variation und Durchführung in einem verstanden werden.
Teil IV
In der dritten Strophe kombiniert Schubert Elemente der vorhergehenden Strophen. Er bleibt im Dur der ersten Strophe und vermeidet das Moll der zweiten Strophe. Gleichzeitig behält er aber die abwechslungsreiche meist triolische Begleitung von Strophe 2 bei. Aber auch das eher an beide Strophen angelehnte Erklingen bedingt kein musikalisch gleiches Erscheinen. So meint Clemens Kühn:

„Wenn danach die Anfangsmelodie wiederkehrt (‚Nun bin ich manche Stunde‘), ist das ein ‚anderes‘ Singen, wie auch der Klavierpart der die Triolen in sich aufnimmt, nicht derselbe bleibt. Was anfangs, ferngerückt aber schon durch die Erinnerung, wie real und lebendig besungen wurde, enthüllt sich endgültig als zerbrechlich und scheinhaft (‚du fändest Ruhe dort!‘).“

Generell ist es – auch etwa bei Schumann, Brahms oder Grieg – keine Seltenheit, dass Lieder mit jeder Strophe entsprechend der musikalischen Intention anders variiert werden.

### Kritik an Silchers Bearbeitung
Silcher ist für die „töricht anmutende Selbstverständlichkeit, mit der er die Volksliedstrophe fast wie ein Bild aus dem Rahmen aus dem Gesamtkontext herauslöste“ und damit die „Einrahmung des Lindenbaums“ beseitigte, häufig getadelt worden. Seine Vertonung wird beispielsweise als „Eindimensionalisierung/Nivellierung“ der vielschichtigeren Textdeutung von Schuberts Version gewertet. Peter Rummenhöller bezeichnet Silchers Fassung als „verständlich, volkstümlich und leider auch unabweislich trivial“. Frieder Reininghaus konstatiert, die Version von Silcher mache aus dem Schubert-Lied, obwohl es „um Leben und Tod“ gehe, eine „spießbürgerliche und reaktionäre Sonntagsnachmittagsidylle in der Kleinstadt“. Die „Doppelbödigkeit und Ironie“ von Müller und Schubert gehe dabei vollkommen verloren. Elmar Bozzetti kritisiert, dass die Utopie des Lindenbaumes, die durch die variierte Form bei Schubert erkennbar sei, durch die unvariierte und vereinfachte Form bei Silcher zur „biedermeierlichen Scheinwirklichkeit ohne Realitätsbezug“ werde.
Clemens Kühn vertritt die Meinung, dass die Silcherversion durch die „immer gleiche Melodie“ das bei Schubert erkennbare „Anschlagen eines anderen Tons in der zweiten und dritten Strophe“ nicht wahrnehme. Durch das „harmlos-schöne Geglättete“ verliere das Lied in Silchers Version „jene Tiefe, die es im Original besitzt“.
Dagegen hebt Joseph Müller-Blattau anerkennend hervor, dass Silcher aus den drei variierten Strophen Schuberts die „Urmelodie“ aus Schuberts Variationen herausdestilliert habe.

## Wirkungsgeschichte
Schuberts Lied und Zyklus haben spätere klassische Komponisten inspiriert. So sind Gustav Mahlers Lieder eines fahrenden Gesellen sowohl von der textlichen Intention als auch in kompositorischen Details deutlich von der Winterreise bzw. Dem Lindenbaum (viertes Lied bei Mahler: „Auf der Straße stand ein Lindenbaum, da hab ich zum ersten Mal im Schlaf geruht…“) beeinflusst. Auch von Anton von Webern liegt eine Instrumentation der Winterreise vor.
In vielen Bearbeitungen ist Der Lindenbaum zu einem beliebten Bestandteil des Repertoires der Gesangsvereine geworden. Dabei ist die ambivalente Haltung des Liedes oft einer verharmlosenden Romantisierung gewichen. Im 1916 uraufgeführten Singspiel Das Dreimäderlhaus lässt Schubert, um seiner angebeteten Hannerl eine Liebeserklärung zu machen, Franz von Schober das Lied vom Lindenbaum vortragen.
Eine leitmotivische Rolle spielt Der Lindenbaum im Roman Der Zauberberg von Thomas Mann. Im Kapitel Fülle des Wohllauts hört sich Hans Castorp das Lied hingebungsvoll auf einer Grammophon-Platte an. Im Schlusskapitel Der Donnerschlag zieht er mit dem Lied auf den Lippen in den Krieg; der Lindenbaum wird zum Symbol seiner sieben sorglosen Jahre im Sanatorium Berghof. Verdeckt zitiert wird das Lied auch in Thomas Manns Doktor Faustus.
Am Brunnen vor dem Tore ist auch der Titel eines 1952 von Kurt Ulrich produzierten Heimatfilms mit Sonja Ziemann und Heli Finkenzeller, wo ein Gasthaus seinen Namen dem Liedtitel entlehnt.
Neben Komponisten setzen sich im 20. Jahrhundert auch Literaten, Dramaturgen und bildende Künstler mit der Winterreise auseinander. Modernere kompositorische Auseinandersetzungen stammen von Hans Zender (Tenor und kleines Orchester), Reiner Bredemeyer, Friedhelm Döhl (Streichquintett) und Reinhard Febel. Hans Zender bezeichnete dabei seine Interpretation von 1993 ausdrücklich als „eine komponierte Interpretation“. Er versuche hier in seinen eigenen Worten die „durch die Rezeptionsgeschichte, Hörgewohnheiten und Aufführungspraxis verdeckten Intentionen Schuberts in eine gesteigert expressive musikalische Sprache der Gegenwart zu übersetzen“. Döhl kombiniert allerdings den Text von Müller mit Texten von Georg Trakl und eigenen sozialistischen Überzeugungen.

## Bearbeitungen und Einspielungen
Der Lindenbaum in der schubertschen Fassung wurde von fast allen namhaften Sängern des 20. Jahrhunderts in allen Stimmlagen vom Sopran bis zum Bass aufgenommen und aufgeführt. Einige wenige Namen sind Hans Hotter, Lotte Lehmann, Peter Anders, Dietrich Fischer-Dieskau, Hermann Prey, Günther Leib, Theo Adam, Peter Schreier, Ernst Haefliger, Olaf Bär, Brigitte Fassbaender, René Kollo und Thomas Hampson. Als Begleiter fungierten oft weltbekannte Pianisten wie Gerald Moore, Jörg Demus, Swjatoslaw Richter, Murray Perahia, Daniel Barenboim, Alfred Brendel, Wolfgang Sawallisch oder András Schiff.
Weitere Chorversionen stammen von Conradin Kreutzer, Ludwig Erk, Peter Hammersteen und Josef Böck. Daneben existieren auch dreistimmige Chorversionen (z. B. von Stinia Zijderlaan) für zwei Sopranstimmen und einen Alt.
Daneben existieren viele mehr oder minder bekannte Bearbeitungen des Liedes für diverse Instrumentalkombinationen.
Von Franz Liszt stammt eine Fassung für Klavier zu zwei Händen, die viel zur Popularisierung des Liedes und des Gesamtzyklus beigetragen hat. Im von Gustav Lazarus herausgegebenen Schubert-Liszt-Album ist die virtuose Liszt-Transkription im technischen Anspruch vereinfacht.
Ferner gibt es unzählige Einspielungen mit anderer instrumentaler Besetzung. Die Singstimme wird dabei von Cello, Posaune, Violine, Klarinette, Fagott oder Viola gespielt und von Streichorchestern, Klaviertrio (Emmy Bettendorf), Gitarre oder anderen Instrumentalkombinationen begleitet.

## Vermarktung und Popkultur
Relativ freie Uminstrumentierungen im popklassischen Bereich wie zum Beispiel von Helmut Lotti oder Nana Mouskouri mit dichtem Streichersatz oder das Klavier verstärkenden Streichern sind keine Seltenheit.
Politisch engagierte Liedermacher wie Franz Josef Degenhardt und Konstantin Wecker sowie Herman van Veen und Achim Reichel haben das Lied ebenfalls vertont. Auch von der französischen Sängerin Mireille Mathieu existiert eine Einspielung.
Was aus den Versionen von Schubert und Silcher heutzutage manchmal gemacht wird, lässt exemplarisch folgendes Zitat aus der Werbebroschüre eines Blasorchesters erahnen:

„Zu einem ganz besonderen Klangerlebnis wurde auch Schuberts ‚Lindenbaum‘, den die Musiker in ganz neue Gewänder kleideten. Ob in James Lasts typischen ‚Happy-Sound‘, im Tuba-lastigen Egerländer-Stil oder in der humorvollen Fassung von Spike Jones mit Pfiffen, Fanfare und Knalleffekt – beim ‚Lindenbaum‘ stellten die Musiker ihre brillante Technik unter Beweis.“

Das nordhessische Städtchen Bad Sooden-Allendorf wirbt für sich damit, dass Wilhelm Müller das Gedicht am dortigen Zimmersbrunnen vor dem Allendorfer Steintor geschrieben habe, wo eine alte Linde stand. Dort ist auch eine Tafel mit dem Liedtext angebracht. Allerdings deutet nichts darauf hin, dass Müller jemals in Allendorf gewesen ist. Die Gaststätte Höldrichsmühle in Hinterbrühl bei Wien wiederum reklamiert für sich, Entstehungsort von Schuberts Komposition zu sein. Dafür gibt es jedoch ebenfalls keinerlei Anhaltspunkte.
In der deutschen Version der Episode Der Versager (Code 7G03, Szene 03) der Simpsons rappt Bart Simpson dieses Lied – mit stark verändertem Text, aber deutlich zu erkennen. (In der Originalversion singt er „John Henry Was a Steel Driving Man“).

„Am Brunnen vor dem großen Tor, uff, da steht so ein affengeiler Lindenbaum oh yea, ich träumte in seinem Schatten, so manchen süßen Traum, so manchen süßen Traum unter diesem affengeilen Lindenbaum, oh yea, oh yea.“

### Film
Im Film 1½ Ritter – Auf der Suche nach der hinreißenden Herzelinde wird das Lied von der Prinzessin und den Hofdamen unter Anleitung des Gesangslehrers gesungen und später von Ritter Lanze erwähnt.
In Die Geistervilla (2003) wird das Lied ausschnittweise von den singenden Köpfen rezitiert.

## Drucke
- Wanderlieder von Wilhelm Müller. Die Winterreise. In 12 Liedern. In: Urania. Taschenbuch auf das Jahr 1823. Neue Folge, fünfter Jahrgang. Brockhaus, Leipzig 1823, S. 207–222. Darin: Der Lindenbaum, S. 214–215 (digitale-sammlungen.de)
- Wilhelm Müller: Gedichte aus den hinterlassenen Papieren eines reisenden Waldhornisten. Zweites Bändchen: Lieder des Lebens und der Liebe. Christian Georg Ackermann, Dessau 1824. Darin: Der Lindenbaum, S. 83–84 (digitale-sammlungen.de)